# 聖洛倫索 (聖馬科斯省)
聖洛倫索（西班牙語：San Lorenzo），是危地馬拉的城鎮，位於該國西南部，由聖馬科斯省負責管轄，面積25平方公里，海拔高度2,575米，2002年人口9,714，人口密度每平方公里388.56人。